# ジャグラーV
ジャグラーV（ジャグラーブイ）は、1999年に北電子が開発・販売したパチスロ機である。A-350。
基本スペックは前作ジャグラーと同じで、変更点は筐体カラーが緑色であるということ、リプレイがサイ（再遊技）からジャグラー開発時に考案されたリプレイ図柄への変更、そして4分の1でストップボタン有効時に発生する先告知の搭載、BIGボーナス中の小役ゲームの残りゲーム数表示などである。また、GOGO！ランプについても“GOGO！”の文字部分を黄色にカラーリングしていることもあり照明が明るいホールでは光ったかどうか判別しにくいという特徴もあった。
新機種としての販売ではなく、北電子の旧台の面替え機として登場したため設置台数は少なく、みなし機撤去が騒がれる昨今において他シリーズと比べかなりレアな存在である。